# Raimundo Strauch

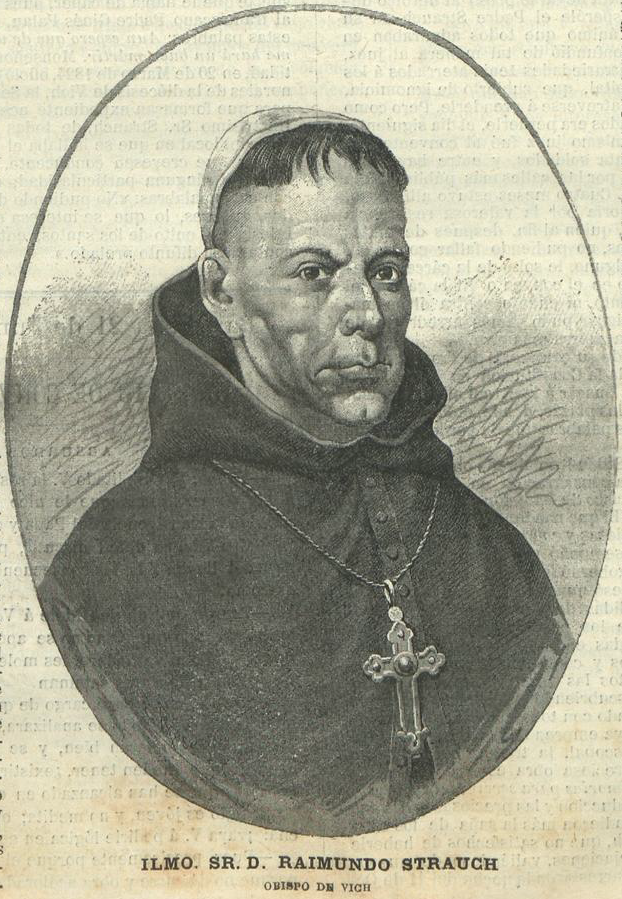
Raimundo (Ramón) Strauch, obispo de Vich. La Hormiga de Oro, Barcelona. año I, n.º XXV, junio de 1884.

Ramon o Raimundo Strauch y Vidal (Tarragona, 7 de octubre de 1760-Vallirana, 16 de abril de 1823) fue un franciscano español, filósofo, teólogo y obispo de Vic, conocido por sus ideas absolutistas. Fue fusilado al acercarse el fin del Trienio Liberal, sin juicio y en un camino próximo a Vallirana.

## Biografía

### Primeros años
Hijo de Francisco Strauch, natural de Glatz (actual Kłodzko) en el arzobispado de Praga, teniente coronel de un regimiento suizo al servicio del rey de España, y de Raimunda Vidal, con quince años tomó el hábito franciscano en el convento de San Francisco de Palma de Mallorca. 

### Vida docente
Después de recibir la ordenación sacerdotal fue nombrado lector (profesor) de Filosofía en el Convento de San Francisco de Palma de Mallorca. En 1798 ocupó una cátedra de teología luliana en la Universidad literaria de Mallorca. Para combatir las ideas ilustradas y constitucionales, así como el creciente anticlericalismo, durante la ocupación francesa editó en Palma de Mallorca el Semanario cristiano-político, con una periodicidad de dos números a la semana. En julio de 1813 sufrió prisión, en la cárcel de la extinta Inquisición, de la que fue sacado en triunfo por el pueblo de Palma de Mallorca el 4 de mayo de 1814, tras el regreso de Fernando VII y la abolición de la Constitución de 1812. 

### Episcopado
En mayo de 1816 fue nombrado obispo de Vic, recibiendo la ordenación episcopal en enero de 1817 en Barcelona. Tras el pronunciamiento de Riego y la restauración de la Constitución de Cádiz se hizo sospechoso de connivencia con las partidas realistas y de formar parte de la Regencia de Urgel. 

#### Muerte
Detenido en octubre de 1822, fue trasladado a Barcelona y encarcelado en un calabozo de la Ciudadela de donde se le sacó por orden del gobernador Antonio Rotten en abril del año siguiente, diciéndole que iba a ser trasladado a la corte para ser sometido a juicio, pero en las proximidades de Vallirana la guardia que lo conducía fingió un ataque realista y lo ejecutó junto con el lego fray Miguel Quingles, que lo asistía, dejando sus cuerpos abandonados en el camino.

## Obras
Además de su propia defensa en el juicio al que fue sometido en Palma de Mallorca en 1813 por los tumultos provocados por sus sermones de cuaresma, en los que predicó contra el periódico titulado Aurora patriótica mallorquina, considerado portavoz de la masonería en las islas, y otros escritos de circunstancias en los que desplegó sus dotes de polemista, tradujo y anotó las obras del abate Barruel, Memorias para servir a la historia del Jacobinismo (Palma de Mallorca, 1813-1814) e Historia del clero en tiempo de la Revolución (Palma de Mallorca, 1814). 